# A Great Big Sled
A Great Big Sled是由來自拉斯維加斯的殺手樂團（The Killers）所演唱的歌曲。這首歌是在2006年12月中旬錄製，並作為樂團的聖誕節單曲。製作人愛倫·莫德（Alan Moulder）的妻子東妮·荷莉岱（Toni Halliday），同時也是英格蘭樂團「Curve」的成員，在歌曲中擔任背景合音。本單曲在2006年12月5日以 iTunes Store 數位下載的方式發行。所有的收入都會捐給波諾（U2樂團主唱）「RED campaign」計劃之一的愛滋病（AIDS）慈善機構。歌曲也拍攝了音樂錄影帶，其中包含了一些在樂團成員慶祝各種節日時的「偷拍」畫面。

## 排行榜成績
「A Great Big Sled」在2006年12月18日登上英國官方下載排行榜（UK Official Download Chart）第11名。這首歌曲也在告示牌公告牌百强单曲榜登上第54名。